# Crailsheimer Hardt
Die Crailsheimer Hardt ist ein Höhenzug in Baden-Württemberg, der sich „in einem ostwärts sich ausbeulenden Bogen um die Stadt Crailsheim vom Traufanstieg der A 6 nordöstlich von Satteldorf im Norden bis zur Jagst bei Stimpfach im Süden legt, wo er in den Virngrund übergeht“. Der Name geht zurück auf die hier früher vorherrschende Weidewirtschaft („Hardt“ = Weidewald).

## Naturräumliche Einordnung
Die Crailsheimer Hardt ist als naturräumliche Teileinheit Nr. 114.00 des Naturraums Frankenhöhe (Nr. 114) der Haupteinheitengruppe Fränkisches Keuper-Lias-Land (Nr. 11) eine von vier Untergliederungseinheiten der Einheit Südliche Frankenhöhe (Nr. 114.0) in zweiter Nachkommastelle. Die anderen Untergliederungseinheiten der Südliche Frankenhöhe sind das Zwergwörnitzbecken (Nr. 114.01), das Wörnitzbecken (Nr. 114.02) und die Sulzachrandhöhen (Nr. 114.03).
Die Crailsheimer Hardt (Nr. 114.00) im weiteren Sinne unterteilt sich wiederum wie folgt von Nord(ost) nach Süd(west):
- 114.00a „Schillingsfürst-Wettringer Hardt“,
- 114.00b „Schnelldorfer Hardt“ (südlich der Straße Wettringen–Arzbach),
- 114.00c „Kesselberg-Kreßberg-Rücken“ (südöstlich der Straße Schnelldorf–Ellrichshausen, nach Südosten gerichtet),
- 114.00d Crailsheimer Hardt im engeren Sinne (wie in Karten eingezeichnet; mit der Ruhe als vom Norden nach Südosten ziehendem Querrücken).

## Geologie
Geologisch gesehen gehört die Crailsheimer Hardt zum Keuperbergland, welches sich sowohl durch das Fränkische Keuper-Lias-Land als auch durch das südwestlich angrenzende Schwäbische Keuper-Lias-Land zieht und von den Liasländern umsäumt wird.
Die Crailsheimer Hardt selbst ist eine aus Kieselsandstein gebildete Keuperstufe. Sie ist etwa 28 Quadratkilometer groß und liegt auf Höhen zwischen 450 und 542 Metern. Nach Westen fällt sie steil ab. Der höchste Punkt befindet sich östlich von Westgartshausen, wo der Höhenzug auf 542 Meter über Normalnull ansteigt. Das Bergland ist durch seine Lage an der Europäischen Wasserscheide stark zergliedert und durch langgezogene Bergrücken geprägt, die in die Crailsheimer Bucht hineinragen.